# Monaco au Concours Eurovision de la chanson 1961
Monaco a participé au Concours Eurovision de la chanson 1961, alors appelé le « Grand prix Eurovision de la chanson européenne 1961 », à Cannes, en France. C'est la 3e participation de Monaco au Concours Eurovision de la chanson.
Le pays est représenté par Colette Deréal et la chanson Allons, allons les enfants, sélectionnées en interne par Télé Monte-Carlo.

## Sélection
Le radiodiffuseur monégasque, Télé Monte-Carlo, choisit l'artiste et la chanson en interne pour représenter Monaco au Concours Eurovision de la chanson 1961.
Lors de cette sélection, c'est Colette Deréal et la chanson Allons, allons les enfants, écrite par Pierre Delanoë et composée par Hubert Giraud avec Raymond Lefèvre comme chef d'orchestre, qui furent choisies.

## À l'Eurovision
Chaque pays avait un jury de dix personnes. Chaque membre du jury pouvait donner un point à sa chanson préférée.

### Points attribués par Monaco
| 4 points | Luxembourg     |
| 2 points | France Suisse  |
| 1 point  | Espagne Italie |

### Points attribués à Monaco
| 10 points | 9 points | 8 points   | 7 points | 6 points                         |
| --------- | -------- | ---------- | -------- | -------------------------------- |
|           |          |            |          |                                  |
| 5 points  | 4 points | 3 points   | 2 points | 1 point                          |
|           |          | - Finlande |          | - Espagne - Royaume-Uni - Suisse |

Colette Deréal interprète Allons, allons les enfants en 2e position, après l'Espagne et avant l'Autriche. Au terme du vote final, Monaco termine 10e, ex æquo avec la Finlande et les Pays-Bas sur 16 pays, recevant 6 points.